# Крекінг-установка Порто-Маргера
Крекінг-установка Порто-Маргера – підприємство нафтохімічної промисловості на північному сході Італії, на околиці Венеції.
Установка парового крекінгу (піролізу) в Порто-Маргері використовує як сировину газовий бензин (naphtha) та продукує 490 тисяч тонн етилену і 245 тисяч тонн пропілену на рік. Ці олефіни споживаються різноманітними виробництвами на кількох майданчиках:
- введеною в експлуатацію у 1976 році лінією полімеризації у поліетилен низької щільності в Феррарі з річним показником 110 тисяч тонн;
- заводом з виробництва стиролу потужністю 600 тисяч тонн у Мантуї;
- виробництвом мономеру вінілхлориду у Равенні потужністю 100 тисяч тонн на рік;
- заводом етилен-пропілен-дієнового каучуку в Феррарі. Спершу тут працювала одна лінія з показником 85 тисяч тонн, до якої у 2018-му додали другу на 50 тисяч тонн;
- лінією полімеризації у поліпропілен у Феррарі (202 тисяч тонн), котра наразі належить американському концерну LyondellBasell.
Доставка олефінів до інших майданчиків здійснюється етиленопроводом Порто-Маргера – Мантуя/Равенна та пропіленопроводом Порто-Маргера – Мантуя.
Бутилен-бутадієнова фракція відправляється морем на установку фракціонування у Равенні.
В першій половині 2010-х крекінг-установку у Порто-Маргера призначили на закриття. Проте падіння цін на нафту, котре суттєво покращило економіку піролізних установок на газовому бензині, дозволило продовжити її діяльність щонайменше на кілька років.